# Jiřina Karasová
Jiřina Karasová (19. dubna 1898 Pardubice – 9. září 1943 Týn nad Bečvou) byla česká knihovnice, spisovatelka, básnířka a překladatelka.

## Životopis
Rodiče Jiřiny byli Jan Karas (1868–1928) narozený v Unhošti, c. k. asistent Technické finanční kontroly v Pardubicích a Josefa Karasová-Paterová (1869–1925), narozená v Korkyni, svatbu měli 15. 8. 1897.
Jiřina Karasová vystudovala dívčí lyceum a reálně-gymnazijní školu pokračovací na Královských Vinohradech. Po studiích na Filozofické fakultě Univerzity Karlovy (bez doktorátu) ji zlákalo knihovnictví – vystudovala knihovnickou školu. Nastoupila (1923) jako praktikantka do knihovny Zemského muzea v Praze. Postupně se stala asistentkou (1924), bibliotékářkou (1925) a vrchní zemskou komisařkou (1933).
Pracovala v ženských organisacích (např. Jednota slovanských žen), vzdělávacích spolcích, přednášela, byla literárně činná, psala literárně historické články a referáty hlavně o literatuře jihovýchodní Evropy. Kromě vlastní tvorby se věnovala propagaci a překládání bulharské a jihoslovanské kultury. V Praze XII bydlela na adrese Nerudova 7.

## Dílo

### Básně
- Tichá neděle – Praha: L. Mazáč, 1937, 74 s.

### Spisy
- V mozku. Zápas myšlenek na přelomu – Praha: Ženský svět, 1925, 32 s.[4]
- Písně ze života – Praha: 1933, 61 s.
- Jihoslovanská literatura ve XX. století – Praha: s. n., 1934, 15 s.

### Překlady
- Výbor z básní a prosy – Kiril Christov; přeložily Jiřina Karasová, Noémi Molnárová; graficky upravil, portrét básníkův nakreslil a suchou jehlou vyryl J. R. Marek. Praha: Českobulharská vzájemnost, 1935, 130 s.

### Článek
- Vzpomínka, která trochu souvisí s jubileum [šedesátka prof. Dr. Zíbrta] – Národní listy ročník 64, datum vydání 17. 10. 1924, č. 287, s. 1.

### Přednášky
- Činnost vyslance Dr. [Alberta] Kramera[5], 1931 – Ročenka Slovanského ústavu v Praze: Theodor Saturník. Praha: nákladem Slovanského ústavu, 1932
- Výklad na výstavě jihoslovanské knihy, 1935; Sonet k šedesátinám K. Christova, 12. 12. 1935 – Ročenka Slovanského ústavu v Praze: Theodor Saturník. Praha: nákladem Slovanského ústavu v Praze, 1936